# Hefel (Velbert)
Hefel ist ein Stadtteil von Velbert im Kreis Mettmann in Nordrhein-Westfalen.

## Geographie

### Geographische Lage
Der Hefel liegt im Niederbergischen Land am Nordrand des Stadtgebiets von Velbert im Tal des Hesperbachs. Naturräumlich liegt der gesamte Stadtteil im Ruhrschichtrippenland (Ordnungsnummer 3371.14) Der Hesperdach bildet hier ein Durchbruchstal, welches in Nord-Süd-Richtung verläuft, während die Gesteine von Südwest nach Nordost streichen.
Als linker Nebenfluss fließen hier der Hefeler Bach, als rechte Nebenflüsse die Röbbeck und die Willinghaus Beeke zu, die hier gemeinsam einen Talkessel bilden.
Der Hefel ist wegen seiner geschichtlichen Teilung als Stadtteil nicht klar abgegrenzt. Der Namensursprung geht auf den Hof Großhefel zurück, der auf das Tal übertragen wurde und von der Bevölkerung und örtlichen Unternehmen bis heute verwendet wird. In der Preußischen Neuaufnahme 1892 wird der Ort als „Dorf ohne Kirche“ verzeichnet.

### Benachbarte Stadtteile
Von West nach Süd grenzen die Velberter Stadtteile Langenhorst, Nordstadt und Röbbeck an, im Osten der dünn besiedelte Außenbezirk Rottberg, im Norden liegt das Stadtgebiet von Essen.

### Geologie
Der südlich des Hefels anstehende Velberter Sattel besteht in seinem Kern aus kalkigen Schiefern. Um den Velberter Sattel herum, und den Hefel streifend, liegt das schmale Kulm-Kohlenkalkband, welches aus einer dichten Folge von bankigen Kalken, Kalksandstein und Alaunschiefer aufgebaut wird. Nach Osten und Norden schließt sich eine Zone aus Grauwacken und Quarziten des flözleeren Karbons an, der eine vorgelagerte Zone aus Schiefertonen und Sandsteinen mit Magerkohlenschichten folgt. Diese große Vielfalt an geologischen Gegebenheiten tritt im Durchbruchstal des Hesperbachs besonders deutlich zutage und hat schon früh zur Ausbildung einer vielfältigen Gewinnung von Bodenschätzen geführt.

### Klima
Mit westlichen Luftströmungen treffen feuchte atlantische Luftmassen im Bergischen Land erstmals auf ein Hindernis und werden gestaut (Luvlage). Folge sind Steigungsregen, die hier Niederschlagsmengen von 900-1.000 mm p. a. bringen. Das Tal des Hesperbachs zeigt im Sommer ausgesprochen kühle Tendenzen und ist als Kaltluftsammelgebiet von lufthygienischer Bedeutung.

## Geschichte

### Zugehörigkeit
Die Geschichte des Stadtteils ist bis ins 20. Jhd. dreigeteilt: westlich des Hesperbachs gehörte die Honschaft Kleinumstand zur Reichsabtei Werden, ebenso die Honschaft Rodberg mit dem Friesenkotten und der Bernsmühle. Aus den Honnschaften der ehemaligen Reichsabtei Werden wurden im 19. Jahrhundert im Landkreis Essen mehrere Landgemeinden gebildet. Die südlich der Ruhr und östlich der Stadt Werden liegenden sieben Honnschaften mit Kleinumstand und Rodberg bildeten die Gemeinde Siebenhonnschaften, die zur Bürgermeisterei Werden-Land gehörte. Am 15. Januar 1875 wurde aus den Honschaften Hinsbeck und Rodbeck, die Gemeinde Kupferdreh gebildet. Die Gemeinde Kupferdreh gehörte zur Bürgermeisterei Werden-Land. Am 1. Oktober 1896 wurde Kupferdreh aus der Bürgermeisterei Werden-Land gelöst und zu Bürgermeisterei erhoben. Kommunal war der Hefel nun zeitweise sogar viergeteilt.
Der östlich des Hesperbachs liegende Teil in der Bauerschaft Rottberg gehörte zur Herrschaft Hardenberg. In Folge der französischen kommunalen Neuordnung des Großherzogtums Berg entstand die Bürgermeisterei Hardenberg.
Südlich des Hefeler Bachs und westlich des Hesperbachs lag die Honschaft Velbert, welche zum Herzogtum Berg gehörte. 1806 wurde die Munizipalität bzw. Mairie Velbert als Teil des Kanton Velbert im Arrondissement Düsseldorf geschaffen. 1816 wurde aus der Mairie Velbert wurde die Bürgermeisterei Velbert.
Genau im Zentrum des Hefels lag über siebenhundert Jahre das Dreiländereck der Territorialgrenzen.

### Eingemeindung
1913 entfiel die Bezeichnung „Velbert Land“, zu welcher der südliche Teil des Hefels seit der Gründung der Bürgermeisterei Velbert gehörte. In der Stadt Velbert lag dieser Teil des Hefels nunmehr in der Feldmark (gemeint ist der Außenbereich) Friedfeld.
1928 erfolgte die Eingemeindung der Bauerschaft Rottberg mit allen östlich des Hesperbachs gelegenen Höfen, dem Gut Sondern, dem Plöger Steinbruch und dem Tal der Hesper in die Stadt Velbert.
1930 wurden die zur Honschaft Kleinumstand gehörenden Teile des Langenhorster Waldes und die zur Honschaft Rodberg gehörenden nördlichen Teile des Hefels mit der Bernsmühle und den großen Steinbrüchen in die Stadt Velbert eingemeindet. Erstmals in der Geschichte gehört der Hefel damit nur noch zu einer kommunalen Gebietskörperschaft.

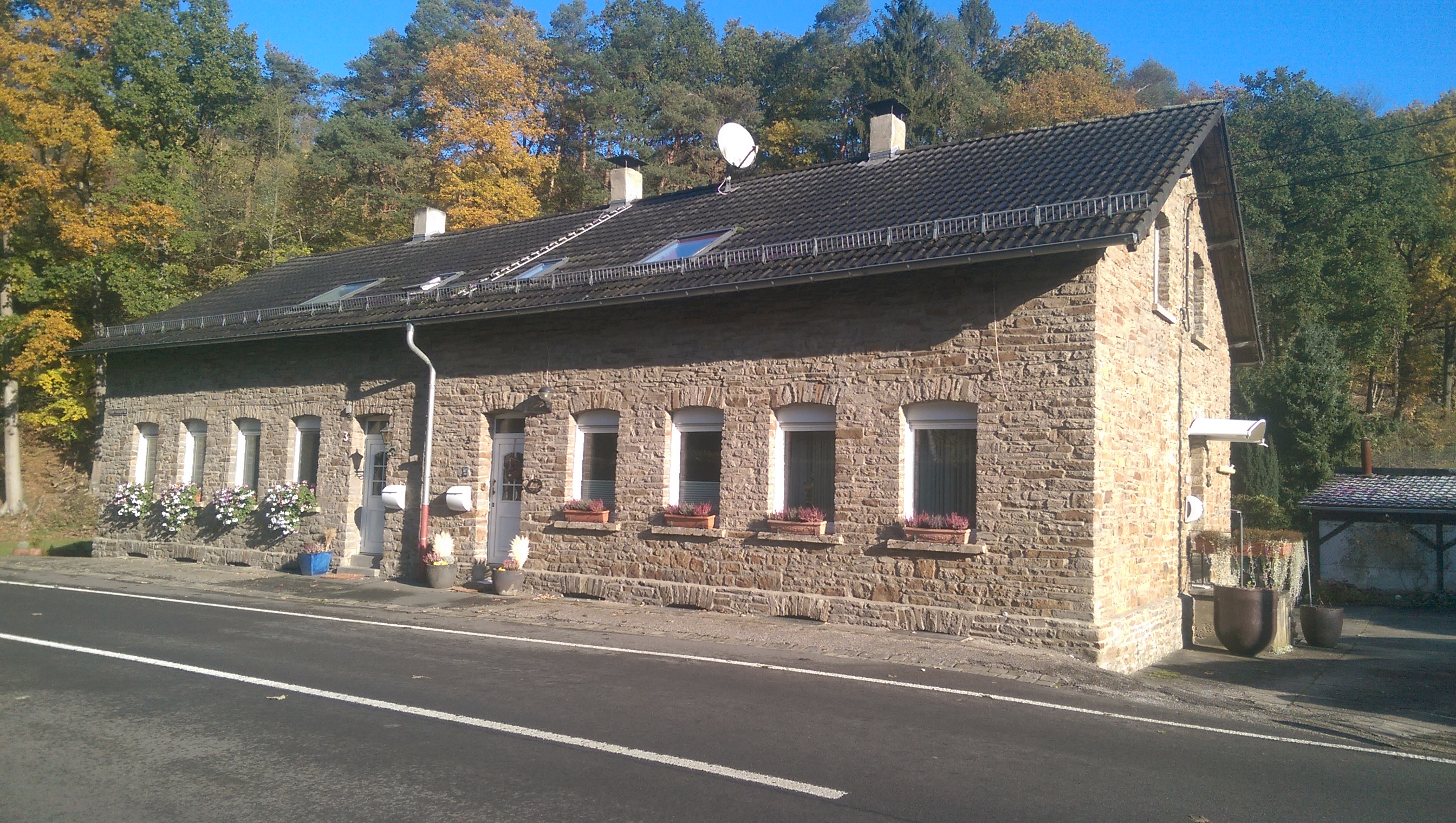
Typisches Arbeiterhaus im Hefel

### Einwohnerentwicklung
Wegen der Teilung in drei Verwaltungseinheiten sind Einwohnerstatistiken nicht verfügbar. Der Hefel war bereits im 19. Jhd. Wohnort italienischer Gastarbeiter, welche in den nahen Steinbrüchen arbeiteten.

### Etymologie
Erstmals erwähnt wurde der Hefeler Busch um 1000 n. Chr. als Hevetagel. Der hier gegründete Hof wurde später als Hefftall 1499, Hetftell 1573, Hef(f)tel 1661, Häffel 1789, Hefthal 1798 bezeichnet.
Hefel oder Hevel/Heven- ist wohl ähnlich zu sehen wie Havel (der Umlaut zu ä oder e = Hefel ergibt sich immer bei nachfolgendem e oder i), was im Niederfränkischen soviel heißt wie mooriges, sumpfig-schmutziges Wasser; also ein alter Gewässername.

### Mittelalterliche Besiedlung
Erste Siedlungsansätze in der Umgebung des Hefels finden sich an der Alteburg in Werden, einer eisenzeitlichen Ringwallanlage die ins 3. Jhd. v.Chr zurückreicht. Hier entstand im Jahr 799 das Kloster Werden, von dem die Siedlungsvorstöße bereits um 800 ins Hespertal reichten. In einer Urkunde von 875 wurde der Werdener Zehntbezirk mit den „Villa Rottberg und Velbert“ bestätigt, in dem der Hefel lag. Im 11. Jahrhundert verlor die Reichsabtei Werden die Honschaft Velbert an die Grafen von Berg und im 13. Jahrhundert die Bauerschaft Rottberg an die Grafschaft Hardenberg. Die Werdener Äbte blieben jedoch weiter Grundherren und Oberhirten in dieser Region.
Der Hefeler Busch (um 1000 Hevetagel) gehörte später zum Velberter Oberhof, was eine Besiedlung aus dem Velberter Raum nahelegt. Die Höfe Ellingrath und Sondern entstammen dem Spätmittelalter, die Mühlen Hammerschmidt und Hefelschmidt dem 16./17. Jhd. und die Kotten In der Kuhlen und Auf`m Broegel dem 18./19. Jhd.

### Bergbau
Die Geschichte des Bergbaus im Raum Hefel begann wegen der besonderen geologischen Lage bereits im Mittelalter. In kürzester Entfernung wurden hier Alaunschiefer, Kalkstein, Sandsteine, Kohlen und Erze abgebaut.
1578 vergab der Werdener Abt Heinrich Duden in einem Lehnsbrief Bergrechte für den Alaunbergbau an die Gewerke Georgh Schell zu Vechen, Rentmeister zu Hörde, Arnold Scholl, Bürger zu Köln, Christoffer Scholl, Hogreven zu Schwelm, und Gerhardt Mylander, Bürgermeister zu Elberfeld. Der nachfolgende Abt Conradt sprach dann 1614 eine neue Belehnung für die Gewerke Johann Hugenpoet zu Stockum und Voiswinkel, Dorst zu Hamm, Johann Schell zu Goltschmedinck und Wyrich von Witgenstein, Richter zu Castrop aus. Im Dreißigjährigen Krieg kam das Alaunbergwerk zum Erliegen. 1698 erwarb Johann Christian Hermann von Neuhoff die Bergrechte. Diese Rechte gingen 1719 an den Düsseldorfer Kaufmann Egidius Micholtz über. Mit dem Alaunbergwerk wurde schließlich der Bergkommissar Haardt zusammen mit einigen anderen Gewerken belehnt. Im Schreiben vom August 1798 wurde dieses Alaunbergwerk mit angeschlossener Alaunfabrik unter dem Namen ‚Aurora‘ geführt. Der Betrieb bzw. die Ausbeutung endete ca. 1830.
1830 wurde im Hespertal oberhalb des Hefels das Blei-, Kupfer-, Zinkerzbergwerk Eduard III aufgefahren. Eigentümer war die Gewerkschaft Eduard III, vertreten durch den Repräsentanten Rechtsanwalt Dr. Müller in Velbert. Die Arbeiten wurden jedoch bald wieder eingestellt, da ein Erzgang nicht aufgeschlossen wurde.
Am 1. Januar 1834 wurde der Betrieb auf dem einzigen ausschließlich auf Velberter Gebiet gelegenen und auch gebauten Steinkohlenbergwerk Klein Umstand aufgenommen. Im Hespertal in der Nähe des Friesekottens wurde ein Stollen vorgetrieben, der am 31. Januar 1834 eine Länge von 33 m aufwies. Zwischen 1836 und 1841 erfolgte nur ein unbedeutender Abbau. Wann die endgültige Stilllegung und knappschaftliche Abmeldung erfolgte, ist nicht bekannt.
In der Mitte des 19. Jahrhunderts wurde an der Straße Hefel, unmittelbar vor dem Abzweig der Straße nach Kupferdreh, von Josef Dinkloh ein Sandsteinbruch angelegt. Sandstein aus diesem Bruch wurde u. a. auch an die Essener Gruga geliefert. Zuletzt wurde der Steinbruch durch die Firma Bürger betrieben. Der Betrieb lief Ende der 1970er Jahre, bedingt durch den Bau der Autobahn A44, aus.
Kurz nach Dinkloh eröffnete der Landwirt Oberlühnschloß auf der anderen Straßenseite, genau gegenüber dem Dinkloh’schen Steinbruch, einen weiteren Sandsteinbruch. Dieser wurde von dem Architekten Peter Groß bis 1968 unter dem Firmennamen Hefeler Sandsteinwerke GmbH betrieben. Ab 1968 erfolgte die Verfüllung des Steinbruchs für den Autobahnbau.
Ende der 1860er Jahre wurde im Hefel, südlich des ehemaligen Alaunbergwerks, der Sonnenscheinsche Kalksteinbruch angelegt, aber auch ältere Steinbrüche werden zum Kalkabbau genutzt. Zur Abfuhr des Kalksteins wurde ein Stollen vorangetrieben, der schließlich an die Hespertalbahn angebunden wurde. Später gingen die Steinbrüche auf die Gewerkschaft ‚Stolberg‘ über.
In der Mitte der 1870er Jahre erwarb die Gewerkschaft Stolberg die Rechte zum Abbau von Kalkstein zwischen den Höfen Im Sondern und Röbbeck. Dort gab es bereits kleinere, von den Landwirten eingerichtete alte Steinbrüche und Kalköfen. Der in dem um 1877 in Betrieb gegangenen Plöger Kalksteinbruch gebrochene Kalk wurde zunächst mit Pferdefuhrwerken abgefahren. Um 1890 wurde der Röbbecker Steinbruch über einen Bremsberg an die im Hefel verlaufende Eisenbahn angeschlossen.
1895 begann man mit Aufschlussarbeiten der Bleierzgrube Vereinigte Glückauf südlich des Hefels. Der Hauptförderschacht erreichte eine Teufe von 252 m. Anlass für die Aufschließungsarbeiten an dieser Stelle war wohl die Nähe des Fundpunktes ‚Helene‘ im Röbbecker (Plöger) Steinbruch. In dem von der Gewerkschaft ‚Stolberg‘ seit Mitte der 1870er Jahre betriebenen Steinbruch hatte man die Reste eines alten, teilweise verbrochenen Stollen in einem Erzgang gefunden. Im Jahr 1912 war die Schachtanlage ‚Schacht 2‘ bereits seit einiger Zeit stillgelegt und sollte abgerissen werden. Der erst wenige Jahre alte Schacht 2 brach jedoch aufgrund mangelhafter Standfestigkeit des Gebirges mit allen Gebäuden und Förderanlagen ein.
Nach Aufgabe der Schmalspurbahn vom Hefel über das Hespertal nach Hesperbrück bzw. bis in Höhe Zeche Richradt im Jahre 1916 wurden auch der Röbbecker Steinbruch und die anderen Kalksteinbrüche im Hefel aufgegeben.

### Entwicklung nach 1945

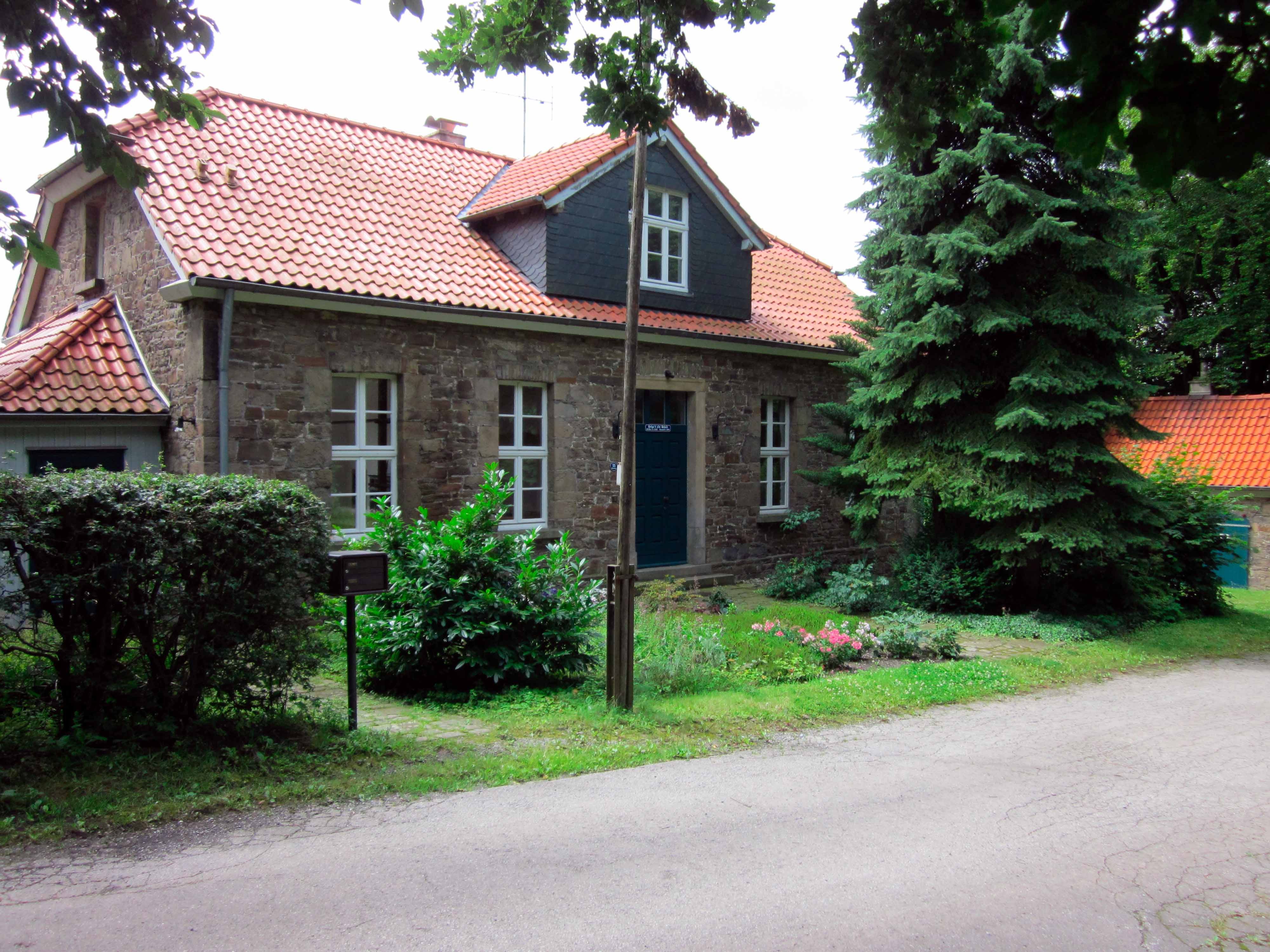
Ehem. Rottberger Schule

Wegen der historischen Dreiteilung konnte der Stadtteil keine eigene Kirchengemeinde bilden, da die Gemeindeglieder jeweils nach Velbert, Werden, Langenberg, Neviges oder Dilldorf orientiert waren. Daher fehlte es auch an einer konfessionellen Schule. Die Rottberger Schule, eine Bauerschaftenschule, schloss 1968. Im Gegensatz zu anderen Vororten von Velbert konnte mangels leicht zu erschließendem Baugelände keine Industrie angesiedelt werden. Im Leitplan der Stadt Velbert von 1954 spielte der Hefel als eigenständig zu entwickelnder Stadtteil keine Rolle mehr.
1954 fuhren noch Busse von Velbert über den Hefel nach Essen, Kupferdreh und Hattingen. Die Stilllegung der letzten Linienbuslinie 171 zwischen Velbert und Essen-Kupferdreh erfolgte am 31. Juli 2010, womit der Hefel nicht mehr bedient wurde. Eine auf Anforderung fahrende Taxibuslinie sollte den Linienbus, allerdings nicht mehr zur S-Bahn nach Kupferdreh, ersetzen.
Die Technischen Betriebe Velbert entschieden im November 2015 die Straßenbeleuchtung, bestehend aus 10 Mastleuchten abzuschalten, als einer der Masten reparaturbedürftig wurde. Die Kosten für den Unterhalt lagen nach Angabe der TBV bei 100 € p. a. da es sich aber um eine Landesstraße handelt, sahen sich die TBV hier nicht in der Verantwortung. Straßen.NRW wiederum lehnte die Kostenübernahme ab, da eine Straßenbeleuchtung hier „aus Gründen der Verkehrssicherung nicht erforderlich“ sei. Erst durch Einschreiten des Verwaltungsrats der TBV konnte die Straßenbeleuchtung wieder angeschaltet werden.
Die Bernsmühle, das ehemalige CVJM-Heim wurde von der Stadt Velbert zeitweise auch als Jugendherberge genutzt, zuletzt auch von einer Freikirche, wurde 2018 verkauft.

## Kultur und Sehenswürdigkeiten

### Bauwerke

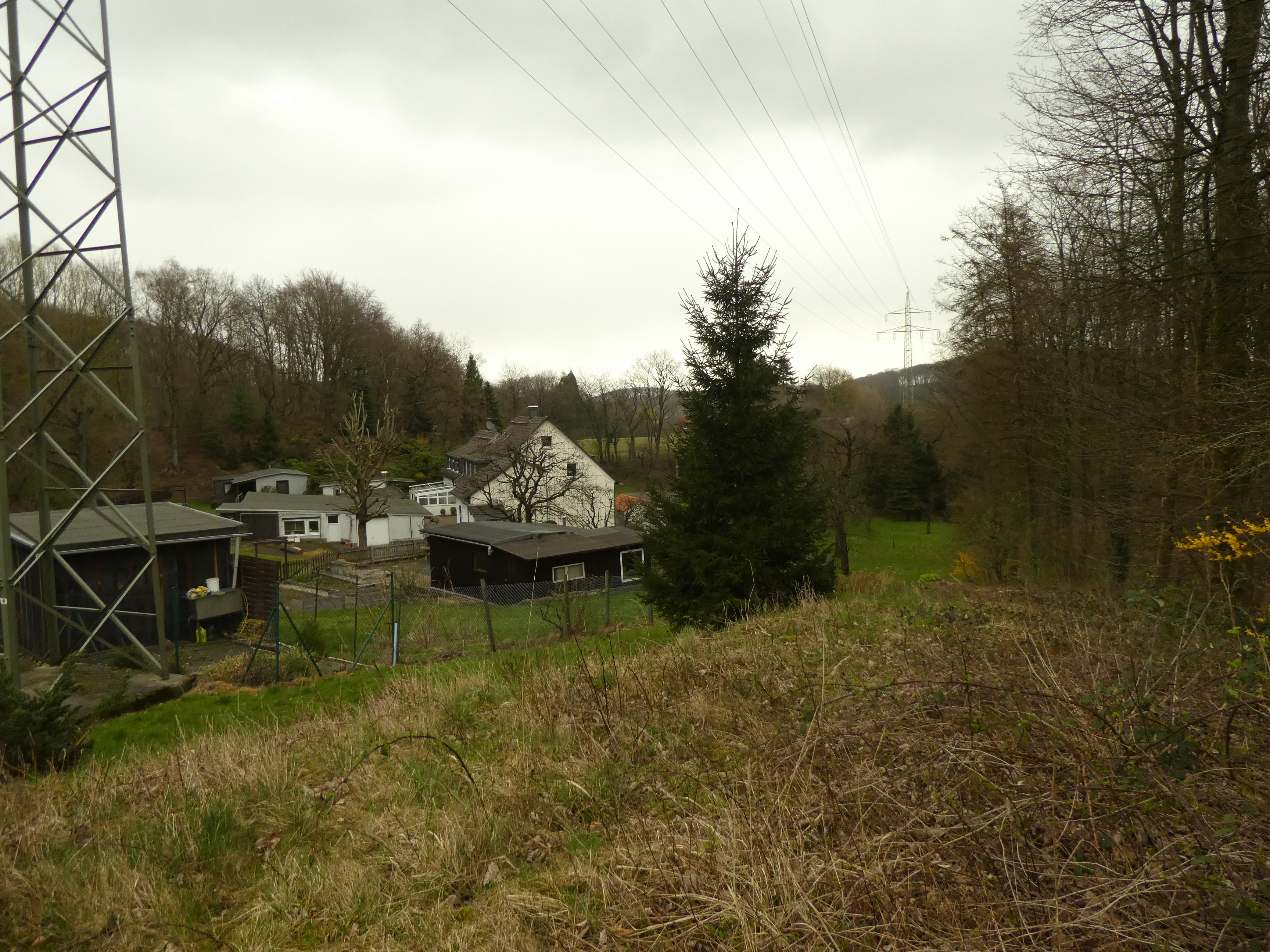
Ehemalige Alaunfabrik Aurora

Aurora, (1828 Alaun Fabrik) heute Hefel 21, war die Siederei des bis 1830 bestehenden Alaunbergwerks, auch Alaunfabrik genannt. Die Gebäude sind stark verändert und dienen heute als Wohnhaus.

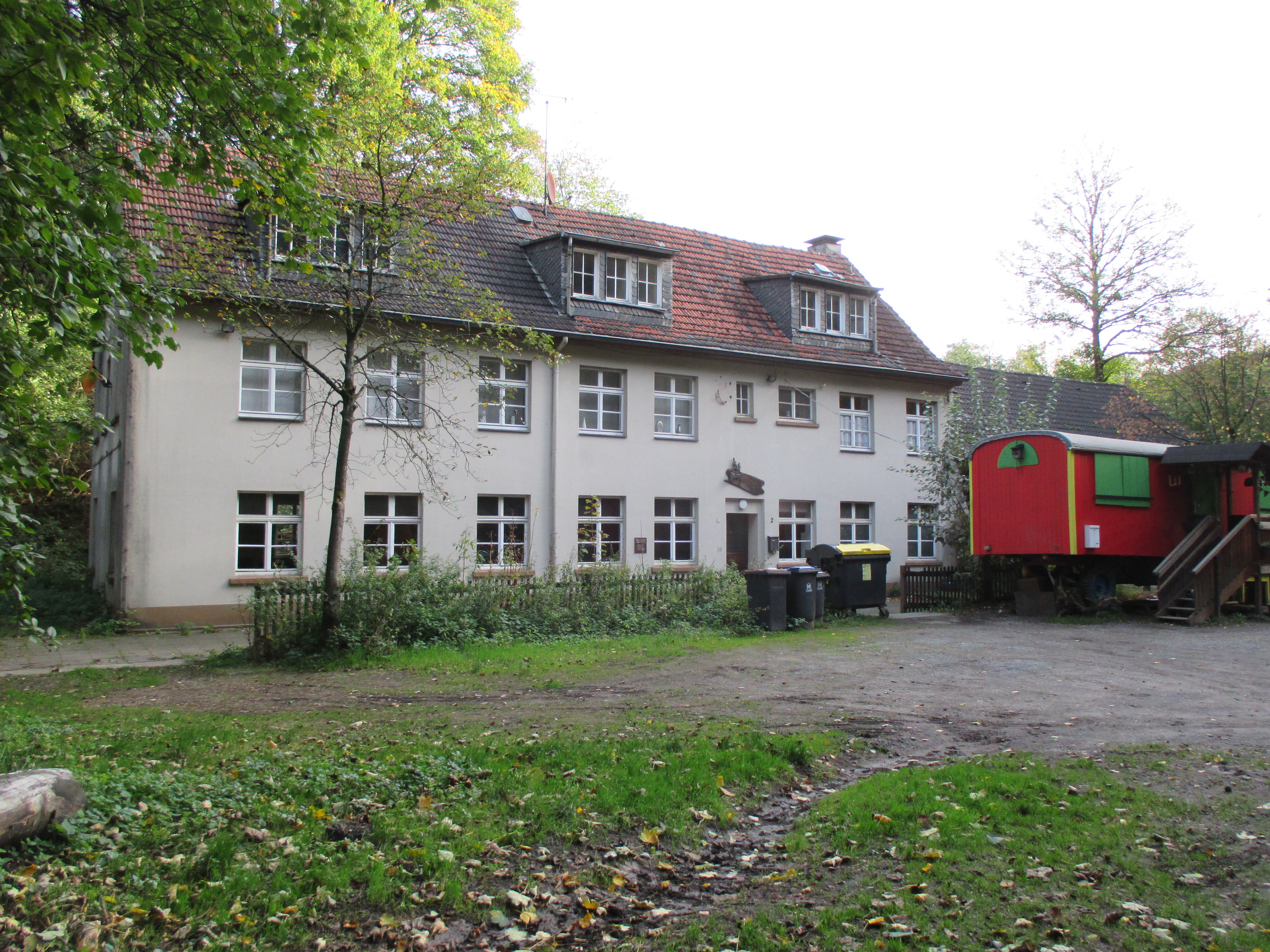
Bernsmühle mit Waldkindergarten

Bernsmühle (1499 Moelenbeek, um 1500 Der Mollenhe(e)spe 1512 Berndt in der Molenheespe; 1582 in der Verbven den moelen Heyßpe), heute Hespertal 2, war eine in der Honschaft Kleinumstand auf dem Gebiet der Reichsabtei Werden gegründet Mahlmühle. In den 1920er Jahren wurde auf dem Mühlengelände ein Jugenderholungsheim des CVJM Essen errichtet. Das Gebäude steht heute noch und der Name Bernsmühle wurde darauf übertragen. Es verfügte über 180 Betten und wurde allgemein als Jugendherberge genutzt. In der Zwischenkriegszeit hatte es ein Schwimmbad im Sommer sowie eine Rodelbahn und Eislauf im Winter. Auch der weiblichen evangelischen Jugend wurde die Bernsmühle ab 1933 an mehreren Sonntagen zur Verfügung gestellt. Als dann ab Februar 1934 die 10–18-jährigen Mitglieder des CVJM ihre Vereinszugehörigkeit aufgeben mussten, gingen die Besucherzahlen allerdings zurück, da es nun zum Landheimalltag gehörte, dass der HJ-Streifendienst dort Kontrollen durchführte. Im Zweiten Weltkrieg wurde das Gebäude beschlagnahmt. Am 13. März 1940 ziehen 80 Soldaten in die Bernsmühle ein. Nach ihrem Abzug beschlagnahmte die Stadtverwaltung Velbert das Heim zur Unterbringung von 100 französischen Kriegsgefangenen die in den benachbarten Bauernhöfen und Fabriken arbeiteten. Ein 2 m hoher Stacheldrahtzaun und Gitter vor den Fenstern kennzeichneten das Gebäude. Da die nahegelegene Kruppsche Nachtscheinanlage Bombenangriffe auf den Hefel lockt, wird das zur Bernsmühle gehörende Bauernhaus am 4. Januar 1943 zerstört und nicht wieder aufgebaut. Nach dem Einmarsch amerikanischer Truppen im April 1945 wird das Heim von den ehemaligen, in der Nachbarschaft beschäftigten Kriegsgefangenen und wahrscheinlich auch Anwohnern geplündert.

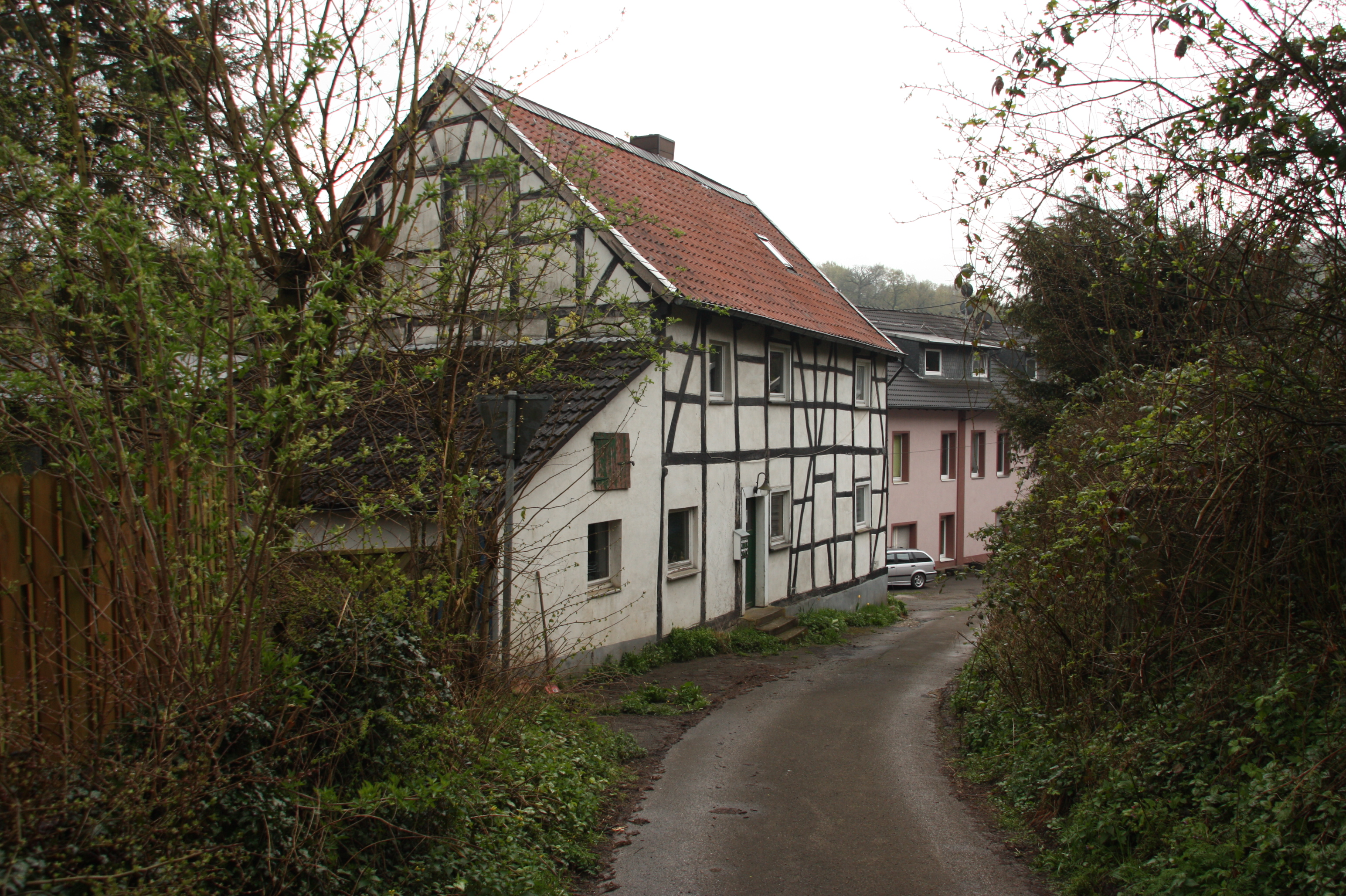
Großhefel

Großhefel (1499 vor dem Heefftael, 1582 dem Hofthal, 1874 Großhovel), heute Hefel 23, ist als ältester Hof im Hefel in der Honschaft Klein Umstand in der Reichsabtei Werden gegründet worden.

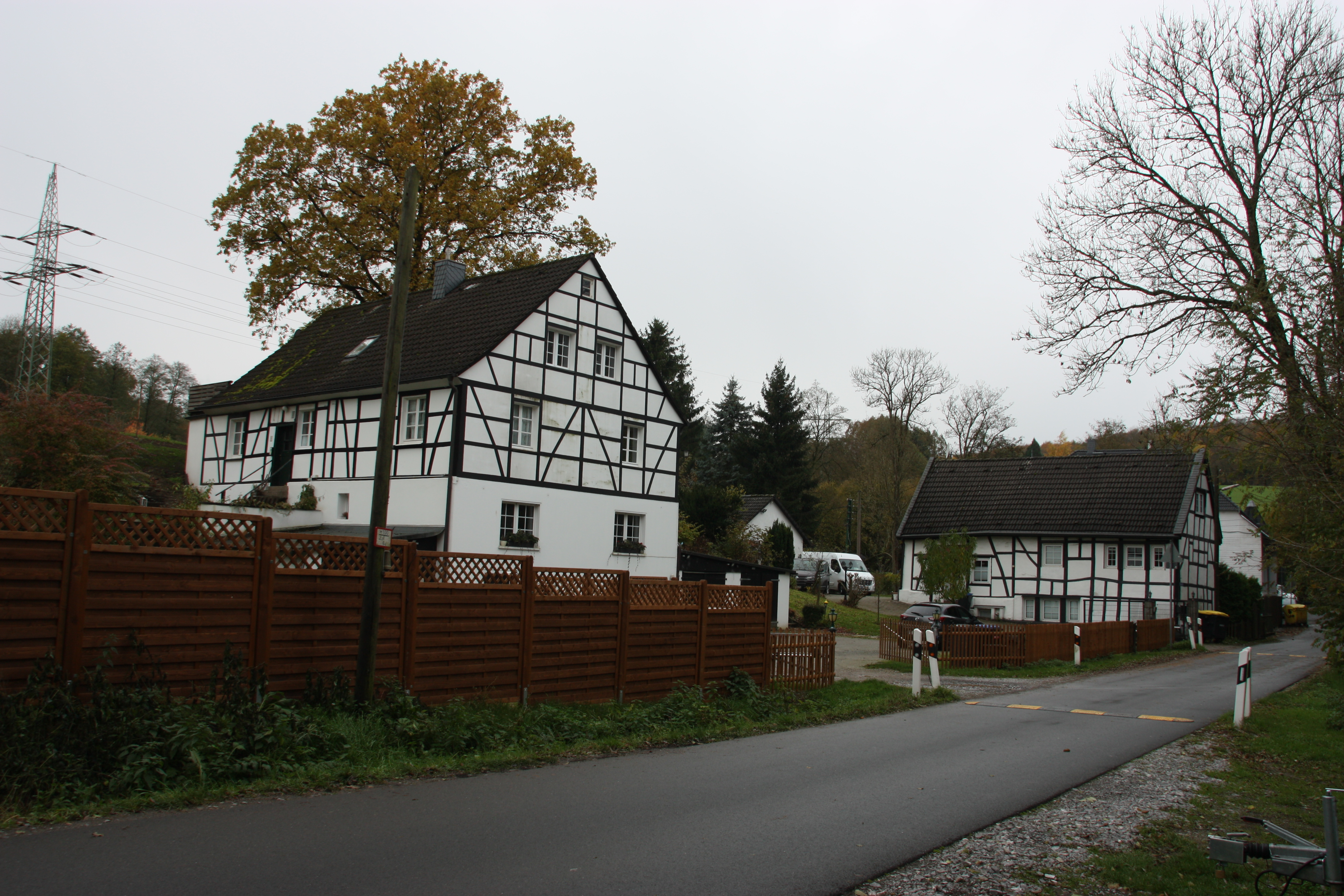
In der Hefelschmitt

In der Hefelschmitt (1355 und 1499 In der Smitten, 1508 Die Schmitte, 1582 Dorfhaus in der Schmitten, 1602 In der Schmitten Vogelsangkotten, 1816 In der Hoefel Schmitt, 1844 Hefelschmidt) heute Eintrachtstraße 4 und 8, ist eine in der Grafschaft Hardenberg angelegter Reckhammer. Der Reckhammer war eine 1804 von Wilhelm Huffmann betriebene Waffenschmiede im Tal der Röbbeck.

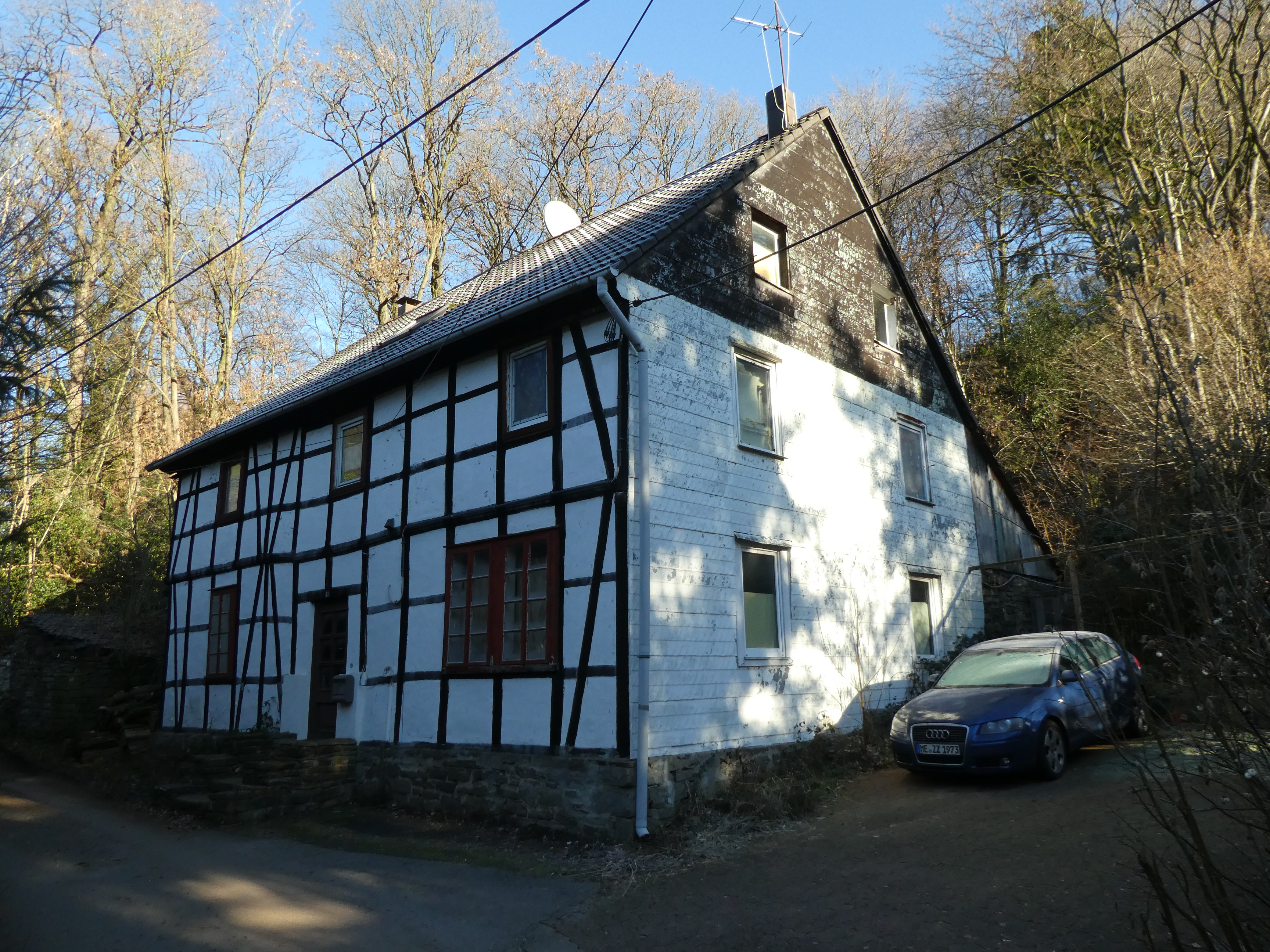
Hammerschmidt

In der Hammerschmidt, heute Hefel 13, war ebenfalls ein Reckhammer.
In der Kuhlen, heute Hefel 6 ist ein 1355 in Hardenberg gelegener Hof. Zunächst als Schmiede betrieben richtete Adolf Loos hier bereits vor 1804 eine Gastwirtschaft ein. 1879 übernahm Eduard Thomas das „Bergische Haus“ und entwickelte es zu einem beliebten Ausflugslokal. Das Gasthaus, zuletzt „Thomas im Hefel“ schloss in den 1990er Jahren.
Kleinhefel (1499 Gut vor dem kleinen Hefel, 1863 im Hefel) heute Zechenweg 77-79 wurde als Abspliss von Groß Hefel in der Honschaft Velbert gegründet. 1913 trüg es die Anschrift Röttgen 7-10.
Die Königliche Hesper Walkmühle, unterhalb der Bernsmühle gelegen, wurde bereits Mitte des 19. Jhd. abgebrochen.
Stolberg, heute Hefel 9, wurde Anfang des 20. Jhd. erbaut und war der Stammsitz der Bergbaugesellschaft Stolberg und ist heute das letzte Ausflugslokal des oberen Hespertals.

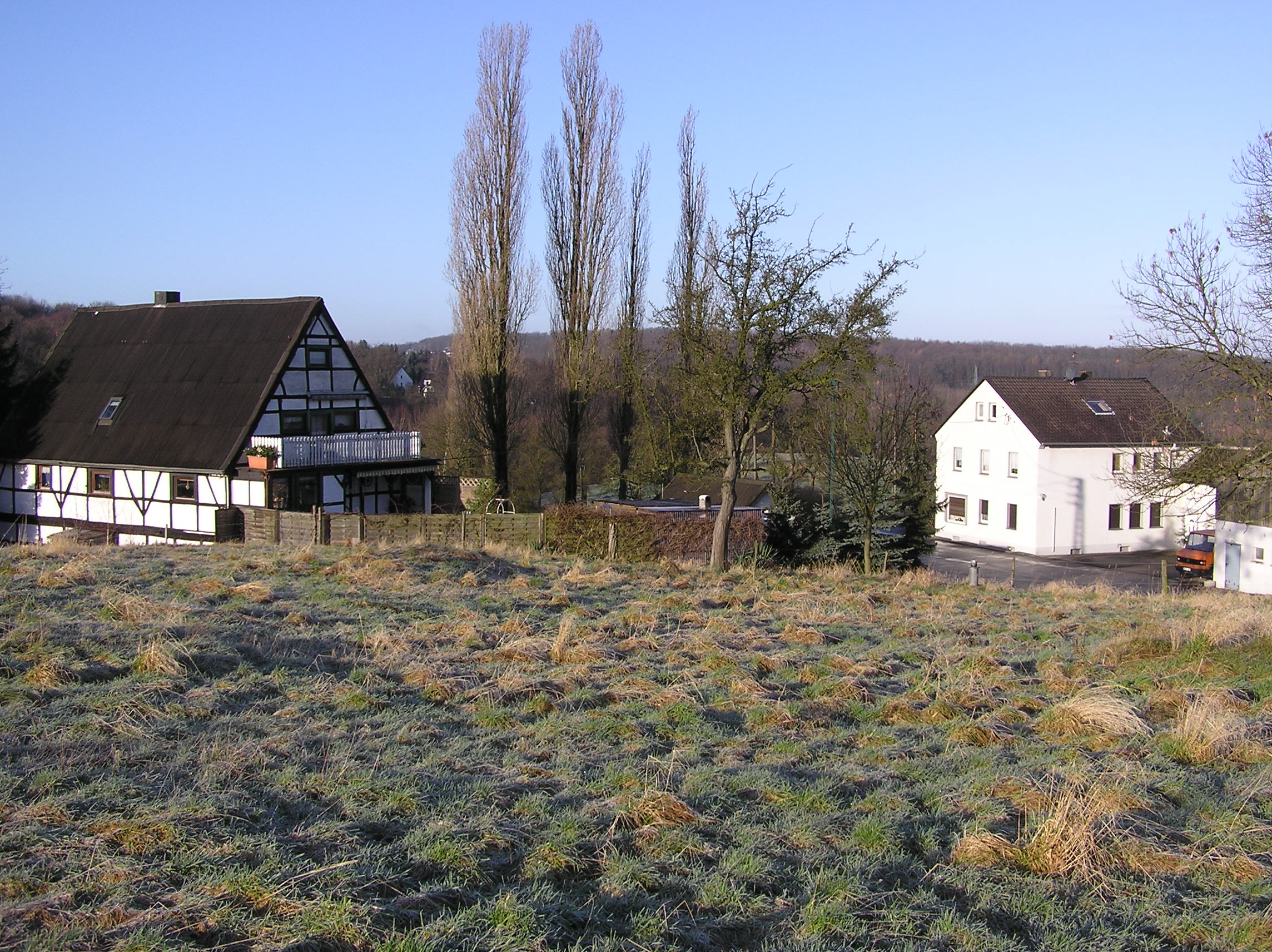
Gut Sondern mit Leibzucht

Sondern, (1356 Gut und Gülte zu Sundert), heute Zechenweg 40-42, ist als Erbhof in der Grafschaft Hardenberg gegründet worden. Das Gut war ein Lehngut der Abtei Werden und wurde an deren Dienstmänner vergeben. Diese saßen aber nicht auf dem Gut. Es erfolgte zwar nur immer die Belehnung mit der Hälfte des Gutes. Wohin die andere Hälfte gehörte, ist nicht bekannt. Die Belehnung ab 1402 erfolgte immer mit dem Kotten oder Hof „in der Schmitten“. heute Hefelschmitten genannt. Der jetzige Gebäudestand ist neuzeitlich von 1958, da das Haupthaus, ein Fachwerkhaus 1957 im Herbst abgebrannt ist. Die Leibzucht, ein Fachwerkhaus aus dem Jahr 1713, wurde von der Stadt Velbert erworben, vermietet, und wegen Baufälligkeit 2009 abgerissen, obwohl es baudenkmalwürdig war. In dem unmittelbaren Bereich war ca. 1970 noch ein Backhaus vorhanden.

### Grünflächen und Naherholung
Der Hefel ist ein altes Ausflugsgebiet der Velberter Nordstadt. Er liegt eingebettet zwischen dem Langenhorster Wald (einem Waldgebiet das die Stadt bereits vor der 1930 erfolgten Eingemeindung von Klein Umstand zur Stadterweiterung erworben hatte) und dem Nordpark (Velbert) der als Arbeitsbeschaffungsmaßnahme um 1930 vom Velberter Verschönerungsverein und dem Nordstädtischen Verschönerungsverein angelegt wurde. Nach Norden und Osten schließen die bewaldeten Höhen des Baldeneysees an.
Erschlossen wird das Ausflugsgebiet durch den Neanderlandsteig, den Bergischen Weg und den Harkortweg, einen Fernwanderweg des Sauerländischen Gebirgsvereins, die sich im Hefel bündeln, sowie zahlreiche Rundwanderwege.

## Wirtschaft und Infrastruktur

### Verkehr
Bis in die Neuzeit war das sumpfige und verkehrsfeindliche Hespertal nicht erschlossen. Über die Höhen verliefen westlich die Strata Coloniensis und östlich über den Rottberg die Höhenstraße von Langenberg nach Werden, die heutige Rottberger-/Ludscheidstraße. Von diesen Höhenstraßen zweigten Nachbarschaftswege ab, die über die Höhenrücken zwischen den kleinen Seitentälern die Mühlen, Bergwerke und Kotten des Hespertals und des Hefels erschlossen.
1874 erfolgte der Ausbau des „Hefeler Weges“ von Velbert aus bis ins Hespertal. Heute trägt sie den Namen Hefeler Straße und Hefel (L 439).
1878 bis 1891 erfolgte durch die Bürgermeisterei Werden-Land der Ausbau der der Schwarzen-Hefeler Provinzialstraße. Heute trägt sie den Namen Hespertal (L 438)
Zwischen 1887 und 89 erfolgte der erste Chausseebau Kupferdreh-Hefel durch die Bürgermeisterei Kupferdreh. Heute trägt sie den Namen Hefel (K 31).
1906 lässt die Grubenleitung der Bleizeche Vereinigte Glückauf den heutigen ‚Zechenweg’ durch das unerschlossene obere Hespertal vom Hefel bis Velbert bauen, um den An- und Abtransport von Material zu erleichtern.
Erst 1930 wurde die Eintrachtstraße im bis dahin ebenfalls unerschlossenen Tal der Röbbeck gebaut, als kommunale Verbindung vom Hefel zum Nieding und nach Langenberg.
Nach dem Zweiten Weltkrieg wurde die Chausseeverbindung von Velbert über den Hefel nach Kupferdreh zur Bundesstraße 227 hochgestuft und stellte die Hauptverbindung von Velbert ins östliche Ruhrgebiet dar. Das Verkehrsaufkommen erreichte erhebliche Ausmaße. Die Steinkohleförderung im Hespertal trug ebenfalls dazu bei. Durch den 1985 freigegebenen Neubau der Autobahn 44, welche den Hefel mit einer Talbrücke überspannt, wurde die B227 von Velbert bis zum Hefel und bis Zum Schwarzen in Werden zur Landstraße 439 bzw. 439 herabgestuft, und der Abschnitt vom Hefel Richtung Kupferdreh zur Kreisstraße 31 herabgestuft. Der Durchgangsverkehr entfiel seither fast vollständig. Die Straßen entwickelten sich seither zu einer beliebten Ausflugsstrecke mit häufigen und schweren Motorradunfällen und beträchtlichem Lärmaufkommen.
Um den Transport des Kalks vom Hefel bis Hesperbrück zu bewältigen, wird, wie in den Jahren 1870/71 eine Schmalspurbahn durch das südliche Hespertal bis zum Hefel gebaut, die man am Oberhesperhof an die alte Schleppbahn anschließt. Sie erschließt als erstes die Kalksteinbrüche der Zeche Stolberg im westlichen Hefelerbachttal durch einen Tunnel. Heute sind die Steinbrüche durch eine nicht mehr benutzte städtische Müllkippe verfüllt als auch durch die A44 überbaut. Der Röbbecker Steinbruch wird 1890 mit einer Stichbahn und über einen Bremsberg angeschlossen. Im Jahr 1881 erteilt der Regierungspräsident in Düsseldorf die Genehmigung zur Umwandlung der Schmalspur-Anschlussbahn Hefel-Hesperbrück in eine Eisenbahn mit Dampfbetrieb. 1885 wird die Bahn vom Hefel über Hesperbrück nach Kupferdreh umkonzessioniert und nun unter dem Namen „Hespertalbahn“ betrieben. Es findet auch ein öffentlicher Personenverkehr statt, womit der Hefel an das Bahnnetz angeschlossen wurde. Im Jahr 1899 beginnt man erneut mit Planungen für einen Eisenbahnanschluss Velberts nach Kupferdreh durch das Hespertal; die Planungen werden jedoch bald wieder aufgegeben. 1917 wurde die Bahn stillgelegt. Sichtbare Zeugnisse der Bahn sind zwei Tunnel, ein Bremsberg und einige Trassenreste.
Ab den 1950er Jahren verkehrte die Buslinie DB 99, später VRR 199 von Velbert über das Hespertal bis zum Schwarzen in Werden. Sie wurde am 3. März 1989 eingestellt.
Seit den 1970er Jahren verkehrte die Buslinie 141, später 171 von Velbert über den Hefel nach Kupferdreh. Sie wurde 2010 eingestellt.